# ハッピーハードコア
ハッピーハードコア (happy hardcore) はハードコアテクノの音楽のジャンルの一つ。イギリスの地方都市を発祥の地とする。

## 概要
テンポが速く（一般に160bpm以上）、狂気を通り越して笑えてしまうほどの高速ビートやふざけたリフ、音程を上げた甲高いボーカルサンプルやピアノのバッキングの連打が奏でる「ポジティブ」「ハッピー」な印象は他の様々な音楽ジャンルと一線を画する。ハーコー、ハピハコ、ハピコア、ハッピーなどと略す場合がある。

## 歴史
ハッピーハードコア以前に存在していたハードコアは主にオールドスクール(Oldskool) と呼ばれ、代表的なアーティストにはSL2、Prodigy、Hyper-On Experience、DJ Jonny L and Sonz of a Loop da Loop Eraなどがいる。それらのアーティストと共にMoving Shadow、Reinforced、XLレコーディングスなどのレーベルが一躍有名となり、この時代のレイヴシーンを圧倒し1992年にピークを迎えた。セカンド・サマー・オブ・ラブのあとレイバーたちが急増し、ロンドンとブリストルではこのレイヴカルチャーが再編されジャングルが流行し、逆にUKの地方都市（シェフィールド、ドンカスター、ニューカッスル、リヴァプール、マンチェスター、スコットランド、ウェールズ）のオーディエンスはより大きく、より明るく、より楽しいハッピーハードコアを求め、膨れ上がった。
Slipmatt、Hixxy & Sharkey、Force & Styles、DJ Dougalに代表されるDJ兼プロデューサーたちは無数のコンピレーション盤や12インチシングルの制作を推進し、聴衆や批評家たちからある程度の敬意を集めるようになった。

## 主要なDJとプロデューサー

### UK（イギリス）
- Scott Brown
- LUNA-C（英語版）
- DJ Slipmatt（英語版）
- Dougal（英語版）
- Hixxy（英語版）
- Sharkey（英語版）
- Force & Styles（英語版）
- JAKAZiD（英語版）
- Gammer（英語版）
- Breeze（英語版）
- Darren Styles（英語版）
- Billy “Daniel” Bunter[2]
- Stu Allan（英語版）

### 日本
- DJ Uraken
- DJ Noriken
- DJ yoshitaka
- Dj Shimamura
- REDALiCE
- Ryu☆
- P*Light
- t+pazolite
- Tatsusnoshin

## レーベル（海外）
- CLSM

## イベント（海外）
- CandyBall
- Fusion
- HTID
- Elation
- Slammin Vinyl
- Hardcore Heaven
- Uproar
- Helter Skelter
- Raindance
- North
- Freeformation
- Vibealite
- Depth Charge
- Raverbaby
- Happy Nation*
- Dizstruxshon
- Uprising
- Dance Planet
- Evolution

## DLショップ
- http://justanotherlabel.com/shop Just Another Label
- http://pro.beatport.com/genre/hardcore-hard-techno/2 beatport(Hardcore/Hardtechno)